# Vanuatutrast
Vanuatutrast (Turdus vanikorensis) är en fågel i familjen trastar inom ordningen tättingar.

## Utbredning och systematik
Vanuatutrasten delas in åtta underarter med följande utbredning:
- Turdus vanikorensis rennellianus – Rennell (Salomonöarna)
- Turdus vanikorensis mareensis – Maré (Lojalitetsöarna), utdöd
- vanikorensis-gruppen
  - Turdus vanikorensis vanikorensis – Vanuatu (Vanikoro, Santa Cruzöarna och Espiritu Santo)
  - Turdus vanikorensis whitneyi – Gau Island (Banksön)
  - Turdus vanikorensis malekulae – Vanuatu (Pingst, Malakulu och Ambrim)
  - Turdus vanikorensis becki – Vanuatu (Paama, Lopevi, Epi och Mai)
- Turdus vanikorensis placens – Banksön (Ureparapara och Vanua Lava)
- Turdus vanikorensis efatensis – Vanuatu (Efate och Nguna)

Tidigare kategoriserades den som del av ötrasten (Turdus poliocephalus), men denna har efter studier delats upp i ett antal arter, bland annat vanuatutrast.

## Status
IUCN erkänner den inte som art, varför dess hotstatus inte bedömts.